# 圣马里亚德洛斯利亚诺斯
圣马里亚德洛斯利亚诺斯，是西班牙卡斯蒂利亚-拉曼恰昆卡省的一个市镇。总面积43平方公里，总人口834人（2001年），人口密度19人/平方公里。